# Villa Giusti
La villa Giusti est un hôtel particulier des environs de Padoue dans le faubourg de Mandria.

## Historique
Entièrement restaurée au XIXe siècle, cette bâtisse des Capodilista était en 1918 propriété du comte Vettor Giusti del Giardino, noble vénitien, conseiller communal (it) de Padoue de 1890 à 1897 et sénateur du royaume d'Italie en 1915.
Au moment de l'armistice, la villa servait de résidence au roi Victor-Emmanuel III : celui-ci, de retour du front et pour éviter les bombardements aériens frappant le centre-ville de Padoue, avait dû y transférer l'État-major ; il y séjourna de novembre 1917 à janvier 1918.
C'est là que furent négociés les termes de l'armistice entre le royaume d'Italie et l'Empire des Habsbourg en octobre 1918. La signature de l'armistice eut lieu dans la soirée du 3 novembre 1918, mettant pour l'Italie un terme à la Première Guerre mondiale. La salle où furent menées les négociations et où fut signé l'armistice a été préservée intacte et le mobilier est celui du 3 novembre 1918.

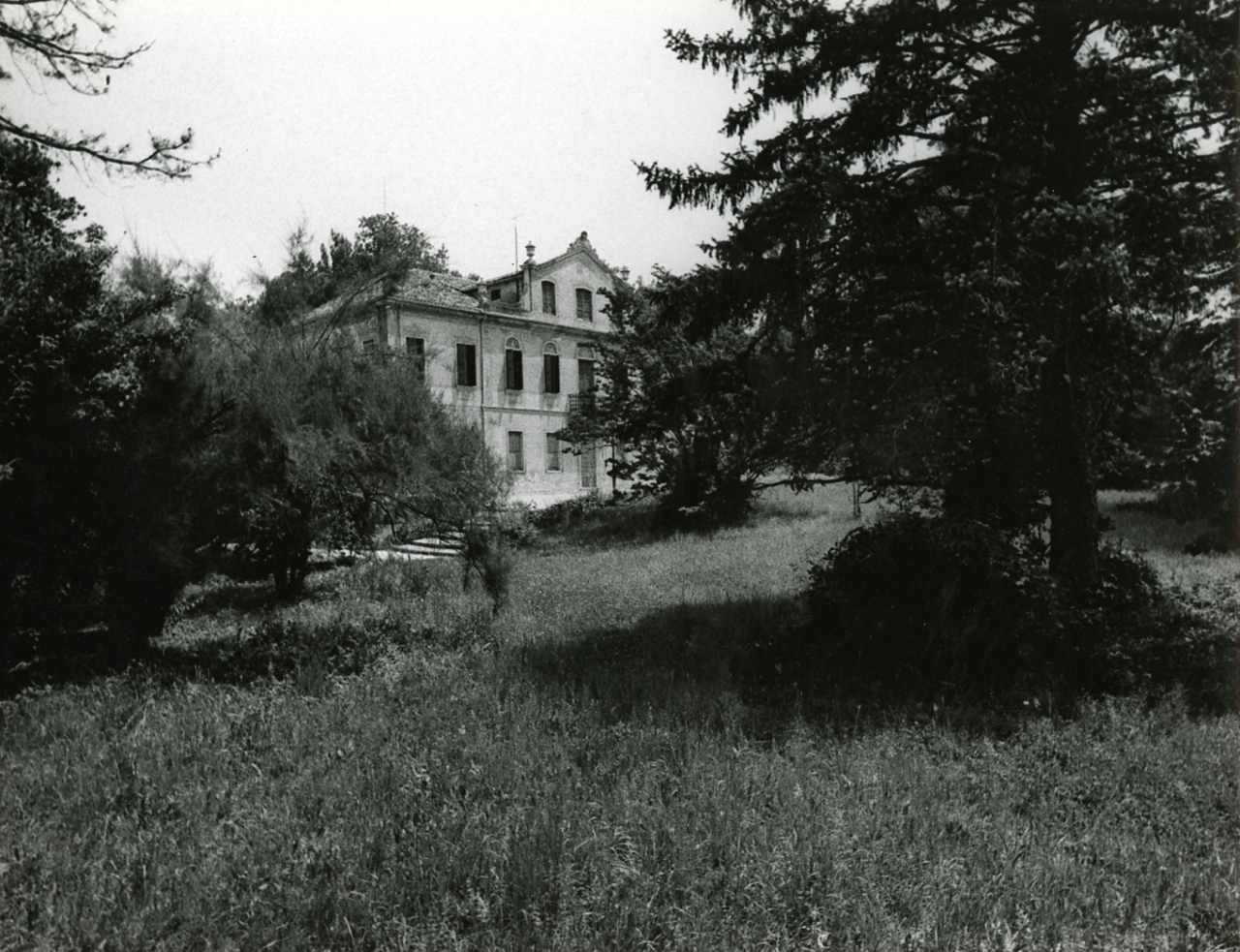
Villa Giusti en 1967, photo par Paolo Monti

## Galerie de photos

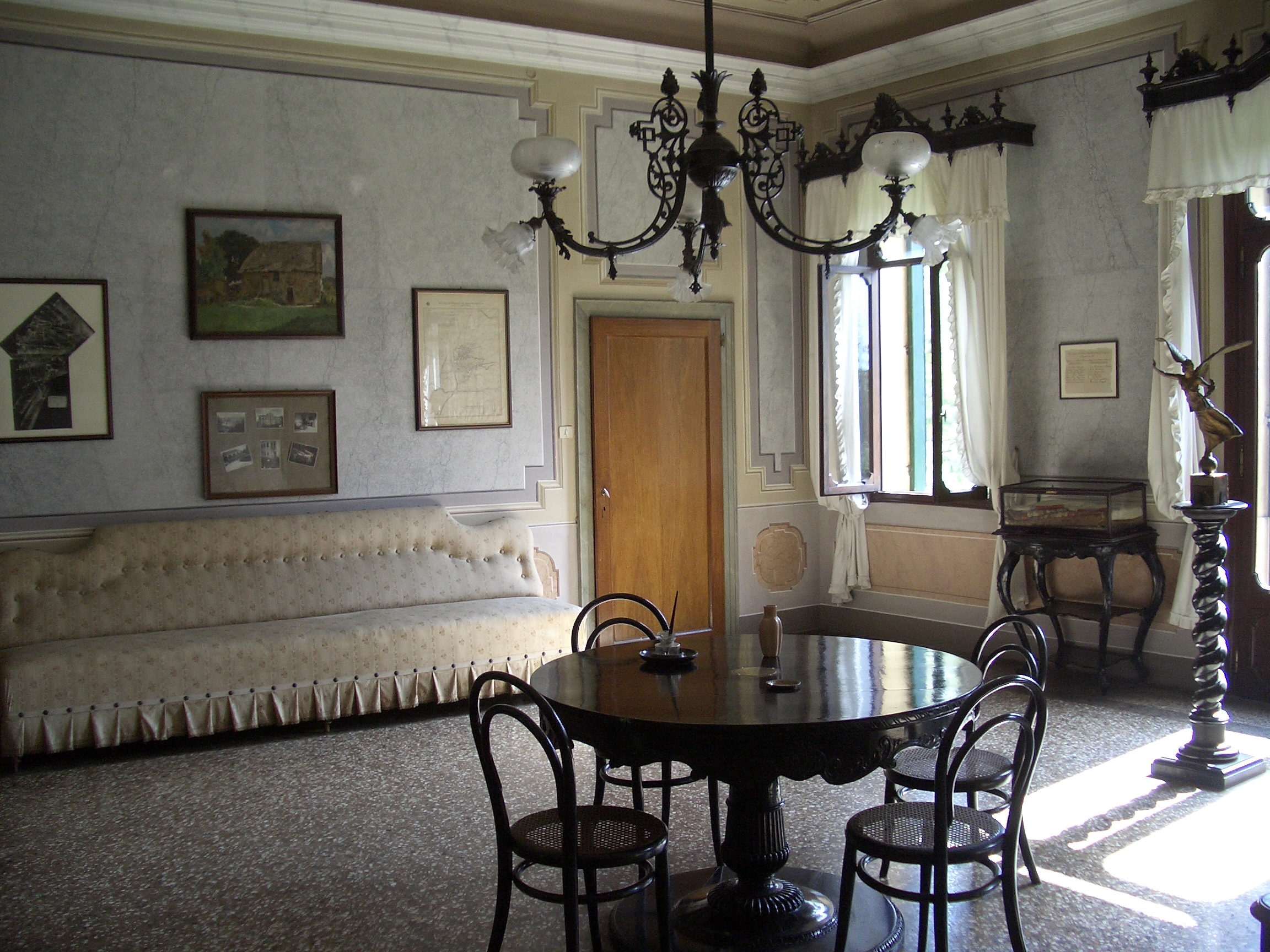
La salle de l'armistice (photo prise en 2004)